# Bonneville 400
Bonneville 400 is de naam van een project van Honda F1 om met een Formule 1-auto door de 400 km/u-grens te breken. Ze probeerden dat op de Bonneville Zoutvlakte in Utah, Verenigde Staten. De coureur voor dit project was Honda-testcoureur Alan van der Merwe. Hij reed met de auto 410 km/u en het record was gehaald. Hiermee werd Alan van der Merwe de snelste Formule 1-coureur ooit. 
De auto is iets anders dan de standaard Formule 1-auto. De auto heeft een parachute om te remmen en heeft dus geen gewone schijfremmen. De achtervleugel is weggehaald omdat het bij extreme hoge snelheden geen nut heeft. Ook zijn de luchtinlaten kleiner omdat bij hoge snelheden de lucht er sneller doorheen gaat waardoor de motor koel blijft.